# Sigma Olomouc
Sportovní klub Sigma Olomouc, a.s. češki je nogometni klub iz grada Olomouca. Trenutačno se natječe u prvoj češkoj nogometnoj ligi. Sigma svoje domaće utakmice igra na Andrův stadionu u Olomoucu, kapaciteta 12.566 gledatelja.
Klub je osnovan 1919. godine kao FK Hejčín Olomouc. Godine 2012. osvojili su Češki nogometni kup i Češki superkup, što su im jedini značajni trofeji u klupskoj povijesti.

## Promjene naziva kluba
- SK Sigma Olomouc a.s. (1996. – danas)
- SK Sigma MŽ Olomouc (1990. – 1996.)
- TJ Sigma ZTS Olomouc (1979. – 1990.)
- TJ Sigma MŽ Olomouc (1965. – 1978.)
- TJ MŽ Olomouc (1960. – 1965.)
- Spartak MŽ Olomouc (1954. – 1960.)
- DSO Baník MŽ Olomouc (1953. – 1954.)
- ZSJ MŽ Olomouc (1949. – 1953.)
- HSK BH Olomouc (1947. – 1948.)
- SK Hejčín (1920. – 1946.)
- FK Hejčín (1919. – 1920.)[1]

## Vanjske poveznice
- Službena stranica  Arhivirana inačica izvorne stranice od 10. rujna 2010. (Wayback Machine) (češ.)